# Pseudoarthromerus
Pseudoarthromerus is een geslacht van hooiwagens uit de familie Sclerosomatidae.
De wetenschappelijke naam Pseudoarthromerus is voor het eerst geldig gepubliceerd door Karsch in 1891. 

## Soorten
Pseudoarthromerus is monotypisch en omvat slechts de volgende soort:
- Pseudoarthromerus spurius